# الحروب الكومانشية المكسيكية
تُطلق تسمية الحروب الكومانشية المكسيكية على مسرح أحداث حروب الكومانشي في المكسيك، وهي سلسلة صراعات امتدت بين الأعوام 1820 و1870، وتألفت من عدة هجمات شنها الكومانشي وحلفاؤهم من الكايووا وأباتشي الكايووا على شمال المكسيك، والتي أوقعت آلاف القتلى. تشجعت هجمات الكومانشي بدافع الترهل العسكري الذي أصاب المكسيك في سنوات الاضطراب التي تبعت نيلها الاستقلال في العام 1821، إضافة إلى وجود سوق متنامٍ في الولايات المتحدة للأحصنة والماشية المكسيكية المسروقة.
بحلول الوقت الذي غزا فيه الجيش الأمريكي شمال المكسيك في العام 1846 خلال الحرب المكسيكية الأمريكية، كانت المنطقة قد تحولت إلى أرض خراب. وقعت أكبر هجمات الكومانشي على المكسيك بين الأعوام 1840 حتى منتصف الخمسينيات من القرن التاسع عشر، وبعد ذلك تضاءلت حدتها وحجمها. هُزم الكومانشي في نهاية المطاف على يد الجيش الأمريكي في العام 1875 وأُجبروا على الانتقال إلى المحميات.

## خلفية الأحداث
وصف الجنرال الأمريكي جيمس ويلكنسون الكومانشي بقوله: «كانوا أعظم أمم المتوحشين قوة في هذه القارة». بدا مقدار هذه القوة جليًا في الوقت الذي تنازعت فيه الولايات المتحدة مع المكسيك المستقلة حديثًا على ملكية تكساس ومناطق شاسعة فيما يعرف الآن باسم جنوب غرب الولايات المتحدة. اعتبر الكومانشي أنفسهم أصحاب أرض بلغت مساحتها 500-بـ400 ميل (800 بـ640 كيلو متر) امتدت من نهر أركنساس في كولورادو قرب الريو غراندي في تيكساس. في بدايات القرن التاسع عشر، سكن أكثر من 10,000 من الكومانشي في هذه الأرض التي كانت تُسمى كومانشيرا، إضافة إلى 2000 من الكيووا وأباتشي الكيووا. وفي بعض الأحيان منح هؤلاء حقوق الصيد للقبائل الأخرى، مثل ويتشيتا.
دخل الكومانشي في دائرة اهتمام الإسبان في نيو مكسيكو في العام 1706 ومثّلوا بالنسبة إليهم خطرًا داهمًا حتى عُقدت معاهدات صلح مع قبائلهم الشرقية عبر بيدرو فيال في العام 1785 ومع قبائلهم الغربية في العام 1786. رحب الإسبان بالكومانشي باعتبارهم حلفاء ضد الأباتشي، وسامحوا عدوانهم السابق، وبادلوهم المنتجات المصنعة والذرة بالأحصنة، والرهائن، ولحم البيسون الأمريكي، وأمطروهم بالعطايا. بدأ أساس علاقة المنفعة المتبادلة هذه بين الإسبان والكومانشي بالتزعزع في العام 1821 عندما نالت المكسيك استقلالها من إسبانيا. لم تحُز الدولة المستقلة حديثًا على مصادر تكفيها للاستمرار بدفع الخراج للكومانشي، وكانت غارقة في النزاعات السياسية المحلية التي ألهتها عن الالتفات إلى المشاكل المتفاقمة على حدودها الشمالية.
في العشرينيات والثلاثينيات من القرن التاسع عشر، كان الكومانشي بدورهم تحت ضغط شديد من منافسيهم. جسدت أمة الأوساج بالنسبة لهم عدوًا عظيمًا. بعد طرد الجيش الأمريكي للأوساج واضطرارهم إلى الهجرة غربًا إلى أوكلاهوما هربًا من القبائل الخمس المتحضرة، والشاوني والديلاوير، وجد الأوساج نفسهم في منافسة مباشرة مع الكومانشي في السهول الكبرى. خسر الكومانشي عدة معارك أمام الأوساج والقبائل الهندية الغربية التي كانت مسلحة بشكل أفضل.
وصل الإنجليز-الأمريكان إثر الهنود الشرقيين. سافر التجار في جماعات كبيرة على طول طريق سانتا فيه عبر الحدود الشمالية لكومانشيريا، وأفنى الصيادون الإنجليز قطعان البيسون الأمريكي في تلك المنطقة. زحف هنود السهول الشمالية مثل الشايان والأرباهو نحو الجنوب، مدفوعين نحو قلعة بينتس فورد وخلف القطعان الهائلة من الأحصنة في السهول الكبرى الجنوبية، وكانت قوتهم الحربية في المعارك مكافئة للكومانشي. إضافة إلى كل ما تقدم، بدأت أعداد الكومانشي بالتناقص بسبب الأوبئة التي سببتها الأمراض الأوروبية. اقتضت مصلحة الكومانشي العليا أن يطلبوا السلام مع المكسيك لإفساح المجال لأنفسهم للتعامل مع التهديدات من طرف الهنود الآخرين والأنجلو-أمريكيين. في عدة مناسبات خلال عشرينيات القرن التاسع عشر، سعى الكومانشي إلى طلب المساعدة العسكرية من الجيش المكسيكي لصدّ هجمات الغزاة الهنود عن أراضيهم، ولكن قوبلت طلباتهم بالرفض.